# OR3A1
Olfaktorni receptor 3A1 je protein koji je kod ljudi kodiran OR3A1 genom.
Olfaktorni receptori formiraju interakcije sa molekulima mirisa u nosu, čime se inicira neuronski respons koji izaziva percepciju mirisa. Oni su odgovorni za prepoznavanje i G proteinima posredovanu transdukciju mirisnih signala. Proteini olfaktornih receptora su članovi velike familije G protein spregnutih receptora (GPCR). Poput mnogih receptora za neurotransmitere i hormone, olfaktorni receptori imaju strukturu 7-transmembranskog domena. Oni su kodirani genima sa jednim eksonom. Geni olfaktornih receptora su najveća familija genoma. Nomenklatura gena i proteina olfaktornih receptora je nezavisna od drugih organizama.

## Literatura
- Marrakchi M; Vidic J; Jaffrezic-Renault N;  . (2008). „A new concept of olfactory biosensor based on interdigitated microelectrodes and immobilized yeasts expressing the human receptor OR17-40”. Eur. Biophys. J. 36 (8): 1015—8. PMID 17579849. doi:10.1007/s00249-007-0187-6.
- Jacquier V; Prummer M; Segura JM;  . (2006). „Visualizing odorant receptor trafficking in living cells down to the single-molecule level”. Proc. Natl. Acad. Sci. U.S.A. 103 (39): 14325—30. PMC 1599963 . PMID 16980412. doi:10.1073/pnas.0603942103.
- Gerhard DS; Wagner L; Feingold EA;  . (2004). „The Status, Quality, and Expansion of the NIH Full-Length cDNA Project: The Mammalian Gene Collection (MGC)”. Genome Res. 14 (10B): 2121—7. PMC 528928 . PMID 15489334. doi:10.1101/gr.2596504.
- Malnic B, Godfrey PA, Buck LB (2004). „The human olfactory receptor gene family”. Proc. Natl. Acad. Sci. U.S.A. 101 (8): 2584—9. PMC 356993 . PMID 14983052. doi:10.1073/pnas.0307882100.
- Strausberg RL; Feingold EA; Grouse LH;  . (2003). „Generation and initial analysis of more than 15,000 full-length human and mouse cDNA sequences”. Proc. Natl. Acad. Sci. U.S.A. 99 (26): 16899—903. PMC 139241 . PMID 12477932. doi:10.1073/pnas.242603899.
- Glusman G; Sosinsky A; Ben-Asher E;  . (2000). „Sequence, structure, and evolution of a complete human olfactory receptor gene cluster”. Genomics. 63 (2): 227—45. PMID 10673334. doi:10.1006/geno.1999.6030.
- Ben-Arie N; Lancet D; Taylor C;  . (1994). „Olfactory receptor gene cluster on human chromosome 17: possible duplication of an ancestral receptor repertoire”. Hum. Mol. Genet. 3 (2): 229—35. PMID 8004088. doi:10.1093/hmg/3.2.229.

## Spoljašnje veze
- OR3A1+protein,+human на 